# Baphia gossweileri
Baphia gossweileri är en ärtväxtart som beskrevs av Baker f. Baphia gossweileri ingår i släktet Baphia och familjen ärtväxter. Inga underarter finns listade i Catalogue of Life.